# المربع الأحمر (لوحة)

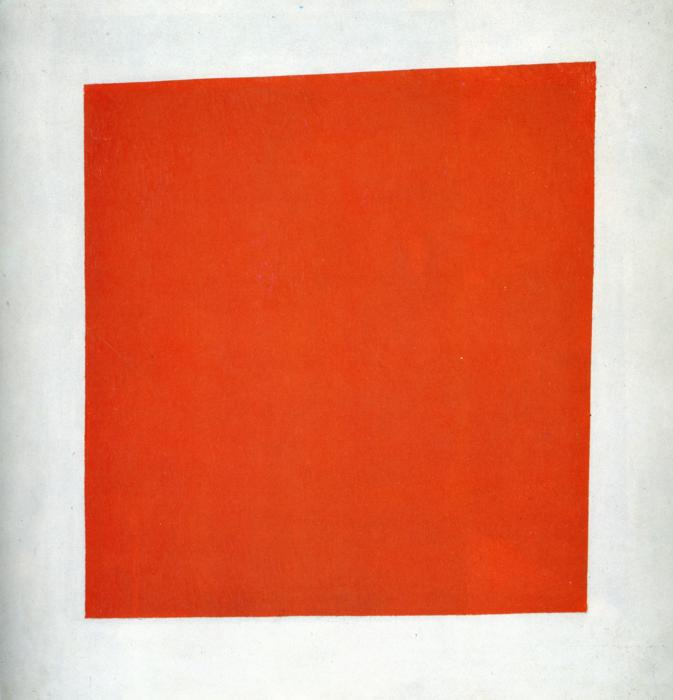
لوحة المربع الأحمر.

لوحة المربع الأحمر  (إسمها الأصلي هو:Painterly Realism of a Peasant Woman in Two Dimensions)  هي لوحة فنية زيتية رسمها الرسام الروسي كازيمير ماليفيتش في عام 1915  وتوجد حاليا في المتحف الروسي.